# 霍莫克圣捷尔吉
霍莫克圣捷尔吉是匈牙利绍莫吉州所辖的一个村。总面积49.64平方公里，总人口1139，人口密度22.9人/平方公里（2011年1月1日）。